# موران تایپ ان
موران تایپ ان (به انگلیسی: Morane-Saulnier_N) یک هواگرد از نوع جنگنده ساخت شرکت Aéroplanes Morane-Saulnier است. هواگرد موران تایپ ان نخستین پروازش را در ۲۲ ژوئیه ۱۹۱۴ میلادی انجام داد. این هواگرد در سال ۱۹۱۵ میلادی رسماً معرفی گردید. در مجموع، تعداد ۴۹ فروند از این هواگرد ساخته شده‌است.